# رود فورمر
رود فورمير (بالهولندية: Ruud Vormer)‏ (11 مايو 1988 هورن هولندا - ) هو لاعب كرة قدم هولندي، يلعب كلاعب وسط.

## مسيرته الكروية
لعب رود فورمر خلال مسيرته الاحترافية مع 4 أندية في خمسة عشر موسمًا وسجل خلالها 55 هدفًا ضمن 378 مباراة. حيث فاز في موسم واحد بالكأس وفي ثلاثة مواسم بالدوري.
خاض رود فورمر مسيرته مع نادي إي زد ألكمار في موسم 2006–07 ولمدة موسمين، مشاركًا في 19 مباراة ولم يسجل أي هدف. ثم انتقل إلى نادي رودا كيركراده في موسم 2008–09 ليلعب معه أربعة مواسم، حيث شارك في 120 مباراة سجل خلالها 9 أهداف. لينتقل بعدها إلى نادي فاينورد في موسم 2012–13 واستمر معه طيلة ثلاثة مواسم، مشاركًا في 39 مباراة سجل خلالها 3 أهداف. ثم انتقل إلى نادي كلوب بروج في موسم 2014–15 ليلعب معه ستة مواسم، مشاركًا في 200 مباراة سجل خلالها 43 هدفًا.

## وصلات خارجية
رود فورمر على موقع الاتحاد الأوربي (الإنجليزية)
- رود فورمر على موقع قاعدة بيانات كرة القدم.إي يو (الإنجليزية)
- رود فورمر على موقع بيانات كرة القدم. دي إي (الألمانية)
- رود فورمر على موقع ناشيونال فوتبول تيمز (الإنجليزية)
- رود فورمر على موقع Soccerbase.com (لاعب) (الإنجليزية)
- رود فورمر على موقع Soccerway.com (الإنجليزية)
- رود فورمر على موقع عالم كرة القدم.نت (الإنجليزية)
- رود فورمر على موقع AS.com (الإسبانية)